# Шевелёв, Сергей Николаевич
Сергей Николаевич Шевелёв (25 июня 1909, Одесская область — 13 февраля 1979, Курская область) — лётчик-ас, штурман 249-го истребительного авиационного полка 217-й истребительной авиационной дивизии 4-й воздушной армии Северо-Кавказского фронта, капитан. Герой Советского Союза.

## Биография
Родился 25 июня 1909 года в селе Петроверовка ныне Ширяевского района Одесской области Украины в крестьянской семье. Украинец. Член ВКП(б)/КПСС с 1938 года. Окончил 7 классов в городе Каттакурган Узбекистана. Работал агротехником.
В Красной Армии с 1931 года. В 1933 году окончил Харьковскую военную авиационную школу лётчиков-наблюдателей, а в 1934 году — Высшую авиационную школу пилотов в Каче. На фронтах Великой Отечественной войны с мая 1942 года. До сентября 1942 года воевал в составе 821-го истребительного авиационного полка, затем до декабря того же года — в 862-м истребительном авиационном полку. После чего был назначен штурманом 249-го истребительного авиационного полка.
Штурман 249-го истребительного авиационного полка капитан Сергей Шевелёв к марту 1943 года совершил сто тридцать пять боевых вылетов, участвовал в тридцати четырёх воздушных боях, в которых лично сбил десять и в составе группы два вражеских самолёта.
Указом Президиума Верховного Совета СССР от 1 мая 1943 года за образцовое выполнение боевых заданий командования на фронте борьбы с немецко-фашистскими захватчиками и проявленные при этом мужество и героизм капитану Шевелёву Сергею Николаевичу присвоено звание Героя Советского Союза с вручением ордена Ленина и медали «Золотая Звезда».
С ноября 1943 года до 23 января 1945 года С. Н. Шевелёв — штурман 329-го истребительного авиационного полка, а впоследствии, до окончания войны, — штурман 66-го истребительного авиационного полка.
За время участия в боевых действиях, лётчик-истребитель совершил 186 боевых вылетов, принял участие в 40 воздушных боях, лично сбил 14 самолётов противника.
После войны С. Н. Шевелёв продолжал службу в ВВС СССР. С 1950 года подполковник Шевелёв — в запасе, а затем в отставке.
Заслуженный ветеран жил в деревне Седмиховка Золотухинского района Курской области. До выхода на пенсию работал бригадиром в колхозе. Скончался 13 февраля 1979 года.
Награждён орденами Ленина, Красного Знамени, Отечественной войны 1-й степени, Красной Звезды, медалями.